# Norská ženská fotbalová reprezentace
Norská ženská fotbalová reprezentace reprezentuje Norsko na mezinárodních fotbalových akcích, jako je mistrovství světa žen nebo ženský turnaj na olympijských hrách.

## Olympijské hry
| Rok    | Účast                                          | Soupisky |
| ------ | ---------------------------------------------- | -------- |
| 1996   | Bronzová medaile                               |          |
| 2000   | Zlatá medaile                                  |          |
| 2004   | Nekvalifikovaly se                             |          |
| 2008   | Čtvrtfinále                                    |          |
| 2012   | Nekvalifikovaly se                             |          |
| 2016   | Nekvalifikovaly se                             |          |
| 2020   | Nekvalifikovaly se                             |          |
| Celkem | Účast – 3× Zlato – 1×, Stříbro – x, Bronz – 1× |          |

## Mistrovství světa
| Rok    | Účast                                           | Soupisky |
| ------ | ----------------------------------------------- | -------- |
| 1991   | Stříbrná medaile                                |          |
| 1995   | Zlatá medaile                                   |          |
| 1999   | 4. místo                                        |          |
| 2003   | Prohra ve čtvrtfinále s USA                     |          |
| 2007   | 4. místo                                        |          |
| 2011   | Základní skupina                                |          |
| 2015   | Prohra v osmifinále s Anglií                    |          |
| 2019   | Prohra v čtvrtfinále s Anglií                   |          |
| 2023   | Prohra v osmifinále s Japonsko                  | Soupiska |
| Celkem | Účast – 9× Zlato – 1×, Stříbro – 1×, Bronz – 0× |          |

## Mistrovství Evropy
| Rok    | Účast                                            | Soupisky |
| ------ | ------------------------------------------------ | -------- |
| 1984   | Nekvalifikovaly se                               |          |
| 1987   | Zlatá medaile                                    |          |
| 1989   | Stříbrná medaile                                 |          |
| 1991   | Stříbrná medaile                                 |          |
| 1993   | Zlatá medaile                                    |          |
| 1995   | Prohra v semifinále s Švédskem                   |          |
| a 1997 | Základní skupina                                 |          |
| 2001   | Prohra v semifinále s Německem                   |          |
| 2005   | Stříbrná medaile                                 |          |
| 2009   | Prohra v semifinále s Německem                   |          |
| 2013   | Stříbrná medaile                                 |          |
| 2017   | Základní skupina                                 |          |
| 2022   | Základní skupina                                 |          |
| 2025   | Prohra ve čtvrtfinále s Itálií                   |          |
| Celkem | Účast – 13× Zlato – 2×, Stříbro – 4×, Bronz – 0× |          |